# Dytaster aequivocus
Dytaster aequivocus is een kamster uit de familie Astropectinidae.
De wetenschappelijke naam van de soort werd in 1889 gepubliceerd door Percy Sladen.